# Erica maesta
Erica maesta är en ljungväxtart som beskrevs av Bolus. Erica maesta ingår i släktet klockljungssläktet, och familjen ljungväxter. Utöver nominatformen finns också underarten E. m. longistyla.